# No Night Land
『No Night Land』（ノー･ナイ・ランド）は、moumoonの3枚目のオリジナルアルバム。2012年2月8日にavex traxから発売。

## 概要
前作『15 Doors』から約1年ぶりのリリース。収録された1曲1曲をアトラクションに例え、「脳内ランド」の意味も含めて、遊園地をテーマにするアルバム。
DVDが2枚同梱されている初回限定盤には、YUKA書き下ろしイラストを含む64ページのブックレット付き、DVDの1枚目にはビデオクリップ4曲とメイキング映像、2枚目には2011年9月11日に中野サンプラザで行われたワンマンライブ「FULLMOON LIVE SPECIAL 2011 中秋の名月」のステージ映像とドキュメンタリーが収められる。

## 楽曲解説
Chu Chu
コーヒーカップに例える。
Yes/No Continue?
カジノ、ゲームセンターに例える。歌詞はコインゲームの前で書いていた。
Butterfly Effect
バイキングに例える。
うたをうたおう
アトラクションではなく、遊園地の真ん中にある小高い丘のベンチで小休止というイメージである。
I found love.
パラシュートに例える。
トモダチ/コイビト
告白の甘く切ない気持ちを歌った甘酸っぱい内容に仕上がっている。メリーゴーランドに例える。
Bon Appetit
エレクトリカルパレードに例える。
We Go
前作『15 Doors』のイントロとして収録されているが、今作ではフルバージョンを収録。観覧車をみんなで下から眺めてるイメージである。
good night (studio live recording)
ボーナストラック。CD ONLY盤のみ収録。

## 収録内容

### CD
| 全作詞: YUKA、全作曲・編曲: MASAKI。 |                                                                      |       |            |      |
| #                                    | タイトル                                                             | 作詞  | 作曲・編曲 | 時間 |
| 1.                                   | 「Chu Chu」                                                          | YUKA  | MASAKI     | 3:29 |
| 2.                                   | 「Yes/No Continue?」                                                 | YUKA  | MASAKI     | 3:39 |
| 3.                                   | 「ジェットコースター」                                               | YUKA  | MASAKI     | 3:30 |
| 4.                                   | 「Butterfly Effect」                                                 | YUKA  | MASAKI     | 4:53 |
| 5.                                   | 「うたをうたおう」                                                   | YUKA  | MASAKI     | 4:09 |
| 6.                                   | 「I found love.」                                                    | YUKA  | MASAKI     | 4:54 |
| 7.                                   | 「トモダチ/コイビト」                                                | YUKA  | MASAKI     | 3:55 |
| 8.                                   | 「Bon Appetit」                                                      | YUKA  | MASAKI     | 4:44 |
| 9.                                   | 「We Go」                                                            | YUKA  | MASAKI     | 4:59 |
| 10.                                  | 「good night (studio live recording)」(Bonus Track / 通常盤のみ収録) | YUKA  | MASAKI     | 4:57 |
| 合計時間:                            | 合計時間:                                                            | 43:09 |            |      |

### DVD (初回限定盤)
| #  | タイトル                           | 作詞 | 作曲・編曲 |
| -- | ---------------------------------- | ---- | ---------- |
| 1. | 「Chu Chu」(video clip)            |      |            |
| 2. | 「うたをうたおう」(video clip)     |      |            |
| 3. | 「トモダチ/コイビト」              |      |            |
| 4. | 「Bon Appetit」(video clip)        |      |            |
| 5. | 「トモダチ/コイビト」(making clip) |      |            |
| 6. | 「Bon Appetit」(making clip)       |      |            |
| 7. | 「No Night Land」(making clip)     |      |            |

| #  | タイトル                                                                | 作詞 | 作曲・編曲 |
| -- | ----------------------------------------------------------------------- | ---- | ---------- |
| 1. | 「FULLMOON LIVE SPECIAL 2011 中秋の名月 @ 中野サンプラザ」              |      |            |
| 2. | 「FULLMOON LIVE SPECIAL 2011 中秋の名月 @ 中野サンプラザ」(Documentary) |      |            |

## 演奏
- YUKA：Vocal & Chorus
- 柾昊佑：All Arrangement, Guitar, Keyboards, Piano, Programming & Chorus
- 松永俊弥：Drums (#1)
- 種子田健：Bass (#1.4.5)
- 河村智康：Drums (#3.6)
- 山口寛雄：Bass (#3.6)
- 佐野康夫：Drums (#4.5)
- 田中充：Flugelhorn (#6)
- 中西康晴：Piano (#6)
- 矢吹正則：Drums (#9)
- 山田“Anthony”サトシ：Bass (#9)
- 朝三健一：Guitar (#9)
- eji：Keyboards (#9)

FULLMOON LIVE SPECIAL 2011 中秋の名月 @ 中野サンプラザ
- 山田“Anthony”サトシ：Bass & Band Master
- 朝三健一：Guitar
- 矢吹正則：Drums
- eji：Keyboards

## タイアップ
| 曲名               | タイアップ                                                    |
| Chu Chu            | 資生堂「MAQuillAGE」CMソング                                  |
| Yes/No Continue?   | カートゥーン ネットワーク「おかしなガムボール」イメージソング |
| Yes/No Continue?   | JILLSTUART CMソング                                           |
| うたをうたおう     | ニコニコ生放送「おとちぇき!!」エンディングテーマ              |
| うたをうたおう     | 日本テレビ系「ハッピーMusic」POWER PLAY                       |
| トモダチ／コイビト | ロッテ「ガーナミルクチョコレート」CMソング                    |
| Bon Appetit        | アサヒ飲料「FAUCHON」のCMソング                               |